# Момичі
43°02′ пн. ш. 17°35′ сх. д. / 43.04° пн. ш. 17.59° сх. д.
Момичі (хорв. Momići) — населений пункт у Хорватії, у Дубровницько-Неретванській жупанії у складі громади Кула Норинська.

## Населення
Населення за даними перепису 2011 року становило 205 осіб.
Динаміка чисельності населення поселення: